# Autostrada Brescia Verona Vicenza Padova
La società Autostrada Brescia Verona Vicenza Padova è la società concessionaria del tratto autostradale compreso fra i caselli di Brescia Ovest e Padova Est (con i caselli estremi di competenza che sono quelli di Brescia Est e Padova Ovest), tratto facente parte dell'autostrada A4 Torino-Trieste; la società gestisce inoltre l'A31 Valdastico.

## Dati societari
Il presidente è Gonzalo Alcalde Rodriguez. Il capitale sociale è detenuto da A4 Holding S.p.A., società controllata al 90% dal gruppo spagnolo Abertis.

## Infrastrutture gestite
La rete autostradale in concessione ad Autostrada Brescia Verona Vicenza Padova si sviluppa per una lunghezza attuale di 235,6 km. Fa parte della rete principale la A31 Valdastico, che attualmente si snoda da Canda (S.S. 434) fino a Piovene Rocchette per un totale di 89,5 km.
L'azienda gestisce inoltre le seguenti strade:
- variante di Lonato (variante a scorrimento veloce della ex SS 11)
- tangenziale Sud di Verona
- tangenziale Est di Verona
- tangenziale Sud di Vicenza
- tangenziale di Limena
- tangenziale Nord di Padova
- Autostrada A4 (tratto Brescia-Padova)